# Ziegenmelker (Gattung)
Die Ziegenmelker oder Echten Nachtschwalben (Caprimulgus) sind die artenreichste Vogelgattung aus der Familie der Nachtschwalben (Caprimulgidae).

## Merkmale
Nachtschwalben sind mehrheitlich drosselgroße dämmerungs- oder nachtaktive Fluginsektenjäger. Sie haben meist sehr lange Flügel, einen langen Schwanz, einen sehr kurzen Schnabel – dessen Schnabelspalt aber sehr breit ist – und sehr kurze Füßchen. Die Mittelzehe ist bei vielen Arten stark verlängert und dient offenbar als Putzkralle.

## Verbreitung
Bis 2010 galt die Gattung als weltweit verbreitet. Mit Ausnahme Neuseelands und der küstenfernen pazifischen Inseln sowie der polaren Kältegebiete und des größten Teils Australiens wurden aus allen Kontinenten Caprimulgus-Arten beschrieben. Nach molekularbiologischen Untersuchungen von Han, Robbins und Braun wurden die Ziegenmelker der Neuen Welt jedoch gemäß ihrer Verwandtschaftsverhältnisse auf mehrere andere Gattungen aufgeteilt. Ein Großteil dieser ehemaligen Caprimulgus-Arten zählt nun zur Gattung Antrostomus, die für die ehemaligen Ziegenmelker-Arten aus Nord- und Mittelamerika einschließlich der karibischen Inseln wiedererrichtet wurde.
In Europa brüten zwei Arten, der Europäische Ziegenmelker (Caprimulgus europaeus) und der Rothals-Ziegenmelker (Caprimulgus ruficollis). Der Pharaonen-Ziegenmelker (C. aegyptius) und der Bajuda-Ziegenmelker (C. nubicus) erscheinen als seltene Irrgäste in Südosteuropa.

## Lebensweise
Ihr äußerst gewandter und fast lautloser Flug kann weihenartig gaukelnd bis reißend falkenähnlich erscheinen. Das sehr weiche Gefieder ist bis auf wenige Ausnahmen unauffällig und oft sehr gut dem Untergrund angepasst, den die jeweilige Art tagsüber aufsucht. Die Geschlechter ähneln einander sehr, meist jedoch tragen die Männchen auffälligere, fast immer weiße Gefiedermerkmale auf der Flügelunterseite sowie an den äußeren Steuerfedern des Schwanzes.
Nestbau kommt nur bei einigen Arten in Ansätzen vor, die meisten Arten legen ihre Eier auf nicht vorbereitetem, jedoch trockenem und geschütztem Untergrund ab.
Alle paläarktischen und einige nearktische Arten sind Zugvögel.
Einige holarktische bzw. höhenbewohnende Arten können ungünstige witterungsbedingte Nahrungsengpässe in einem mehrtägigen bis sogar mehrwöchigen torpiden Zustand überleben.

## Gefährdung
Über Bestand und Bedrohungsstatus vieler dieser dämmerungs- und nachtaktiven Vögel ist wenig bekannt. Unklar ist der Bestand der Vaurie-Nachtschwalbe (Caprimulgus centralasicus), der Prigogine-Nachtschwalbe (Caprimulgus prigoginei) sowie der Nechisarnachtschwalbe (Caprimulgus solala), von denen kaum gesicherte Freilandbeobachtungen vorliegen, sondern allein Belegexemplare in naturkundlichen Sammlungen vorhanden sind.

## Arten
Die nach der Revision im Jahr 2010 verbliebenen Arten von Caprimulgus stammen alle aus der Alten Welt, hauptsächlich aus Afrika und Asien:
- Caprimulgus (dt. Vogelnamen Stand Oktober 2020)[2]
  - Andamanennachtschwalbe (Caprimulgus andamanicus)
  - Dornbusch-Nachtschwalbe (Caprimulgus donaldsoni)
  - Dschungelnachtschwalbe (Caprimulgus indicus)
  - Fahnennachtschwalbe (Caprimulgus longipennis) früher in Macrodipteryx
  - Flaggennachtschwalbe oder Ruderflügel (Caprimulgus vexillarius) früher in Macrodipteryx
  - Fleckennachtschwalbe (Caprimulgus tristigma)
  - Graunachtschwalbe (Caprimulgus jotaka)
  - Indiennachtschwalbe (Caprimulgus asiaticus)
  - Höhennachtschwalbe (Caprimulgus poliocephalus)
  - Kurzschleppen-Nachtschwalbe (Caprimulgus clarus)
  - Langschwanz-Nachtschwalbe (Caprimulgus macrurus)
  - Madagaskarnachtschwalbe (Caprimulgus madagascariensis)
  - Maharadschanachtschwalbe (Caprimulgus atripennis)
  - Marmornachtschwalbe (Caprimulgus inornatus)
  - Floresnachtschwalbe (Caprimulgus meesi)
  - Natalnachtschwalbe (Caprimulgus natalensis)
  - Nechisarnachtschwalbe (Caprimulgus solala)
  - Nubiennachtschwalbe (Caprimulgus nubicus)
  - Palaunachtschwalbe (Caprimulgus phalaena)
  - Pfeifnachtschwalbe (Caprimulgus pectoralis
  - Pharaonennachtschwalbe (Caprimulgus aegyptius)
  - Philippinennachtschwalbe (Caprimulgus manilensis)
  - Prachtnachtschwalbe (Caprimulgus eximius)
  - Kivunachtschwalbe (Caprimulgus prigoginei)
  - Zügelnachtschwalbe (Caprimulgus fraenatus)
  - Rothals-Nachtschwalbe (Caprimulgus ruficollis)
  - Salvadorinachtschwalbe (Caprimulgus pulchellus)
  - Savannennachtschwalbe (Caprimulgus affinis)
  - Schleppennachtschwalbe (Caprimulgus climacurus)
  - Schwarzschulter-Nachtschwalbe (Caprimulgus nigriscapularis)
  - Sternnachtschwalbe (Caprimulgus stellatus)
  - Sulawesinachtschwalbe (Caprimulgus celebensis)
  - Sundanachtschwalbe (Caprimulgus concretus)
  - Pakistannachtschwalbe (Caprimulgus mahrattensis)
  - Waldnachtschwalbe (Caprimulgus batesi)
  - Gartennachtschwalbe (Caprimulgus fossii)
  - Nachtschwalbe (Caprimulgus europaeus)
  - Rostwangen-Nachtschwalbe Caprimulgus rufigena)

Für einen Teil der neuweltlichen Ziegenmelker-Arten wurde die Gattung Antrostomus errichtet. Die Puerto-Rico-Nachtschwalbe (Antrostomus noctitherus), die als ausgestorben galt, wurde in einer kleinen Population in den 80er Jahren wiederentdeckt und gilt als stark gefährdet.
- Antrostomus
  - Mexikonachtschwalbe (Antrostomus arizonae)
  - Bergnachtschwalbe (Antrostomus saturatus)
  - Braunhalsnachtschwalbe (Antrostomus ridgwayi)
  - Carolinanachtschwalbe (Antrostomus carolinensis)
  - Guatemalanachtschwalbe (Antrostomus badius)
  - Hispaniolanachtschwalbe (Antrostomus ekmani)
  - Kubanachtschwalbe (Antrostomus cubanensis)
  - Puerto-Rico-Nachtschwalbe (Antrostomus noctitherus)
  - Rostnachtschwalbe (Astrostomus rufus)
  - Salvin-Nachtschwalbe (Antrostomus salvini)
  - Schwarzkehlnachtschwalbe (Antrostomus vociferus)
  - Seidennachtschwalbe (Antrostomus sericocaudatus)

Außerdem wurde eine neue monotypische Gattung erstellt:
- Gactornis
  - Halsband-Nachtschwalbe (Gactornis enarratus)

Dazu kamen zwei Arten in die neue Gattung Nyctipolis
- Nyctipolis
  - Spix-Nachtschwalbe (Nyctipolus hirundinaceus)
  - Trauernachtschwalbe (Nyctipolus nigrescens)

Zu Nyctidromus wurde gestellt:
- Ecuador-Nachtschwalbe (Nyctidromus anthonyi Synonym: Setopagis anthonyi)

Zu Elothreptus kam:
- Weißflügel-Nachtschwalbe oder Pelzelnnachtschwalbe (Eleothreptus candicans Synonyme: Hydropsalis candicans, Caprimulgus candicans, Stenopsis candicans)

Hingegen kamen zu Setopagis:
- Cayenne-Nachtschwalbe (Setopagis maculosa Synonym: Caprimulgus maculosus)
- Zwergnachtschwalbe (Setopagis parvula)
- Tepuinachtschwalbe (Setopagis whitelyi)

Zu Hydropsalis werden gezählt:
- Weißschwanz-Nachtschwalbe (Hydropsalis cayennensis)
- Fleckschwanz-Nachtschwalbe (Hydropsalis maculicaudus)

Die Spiegelnachtschwalbe steht nun in der Gattung Systellura:
- Breitspiegel-Nachtschwalbe (Systellura longirostris)

Die Bartnachtschwalbe (Eurostopodus mystacalis, Synonym: Caprimulgus mystacalis) wird heute in die Gattung Eurostopodus gestellt.